# São João da Pesqueira
São João da Pesqueira is een gemeente in het Portugese district Viseu.
De gemeente heeft een totale oppervlakte van 266 km² en telde 8653 inwoners in 2001.

## Plaatsen in de gemeente
- Castanheiro do Sul
- Ervedosa do Douro
- Espinhosa
- Nagoselo do Douro
- Paredes da Beira
- Pereiros
- Riodades
- São João da Pesqueira
- Soutelo do Douro
- Trevões
- Vale de Figueira
- Valongo dos Azeites
- Várzea de Trevões
- Vilarouco